# Tișăuți, Storojineț
Tișăuți, întâlnit și sub forma Tisăuți (în ucraineană Тисовець, transliterat: Tîsoveț și în germană Teschoutz) este un sat reședință de comună în raionul Storojineț din regiunea Cernăuți (Ucraina). Are 3,556 locuitori, preponderent ucraineni.
Satul este situat la o altitudine de 274 metri, pe Derelui, în partea de est a raionului Storojineț, la granița cu raionul Adâncata.

## Istorie

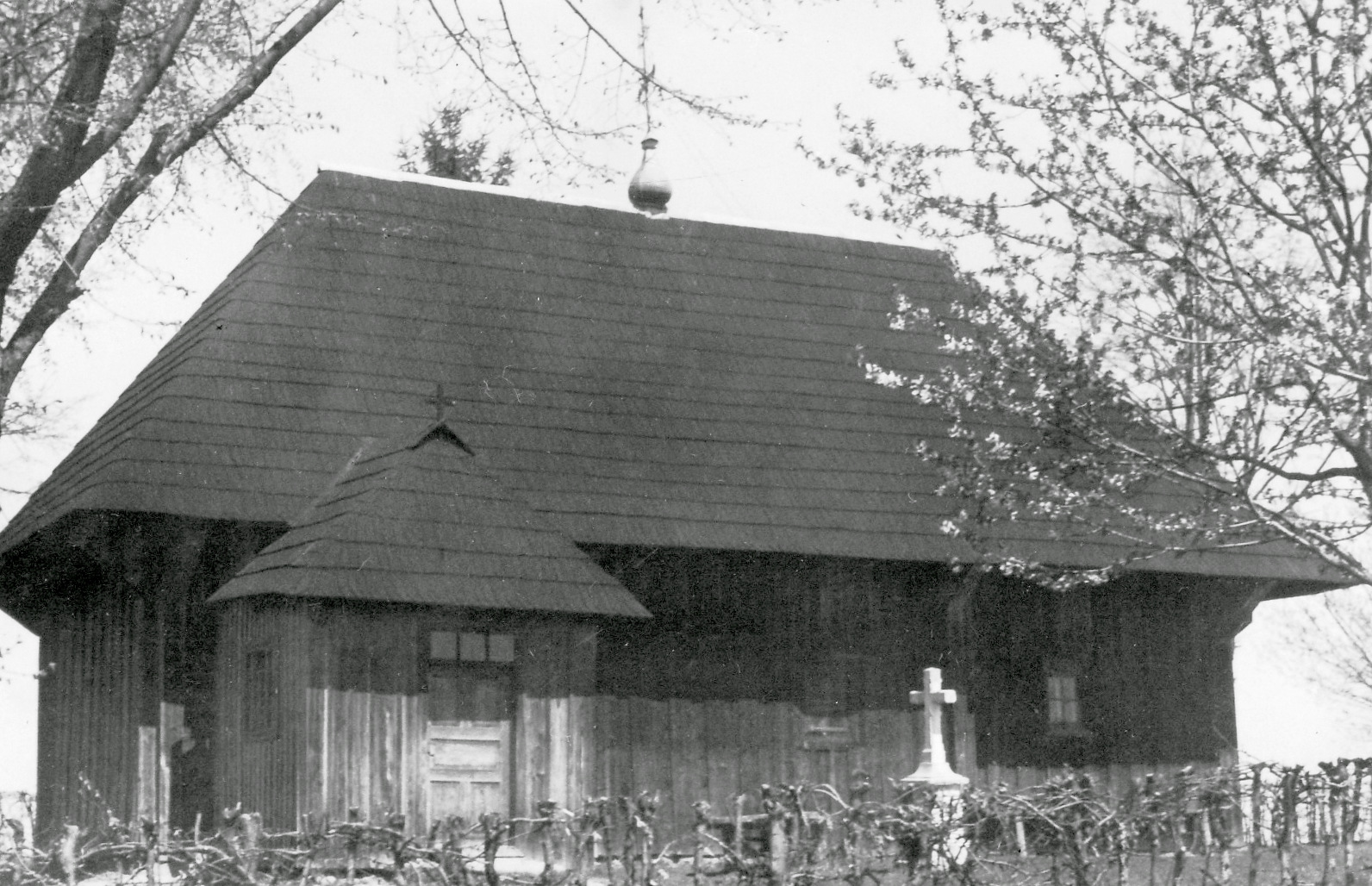
Biserica de lemn construită în 1903

Localitatea Tișăuți a făcut parte încă de la înființare din regiunea istorică Bucovina a Principatului Moldovei. Prima atestare documentară a satului datează din anul 1421.
După anexarea Bucovinei de către Imperiul Habsburgic în anul 1775, localitatea Tișăuți a făcut parte din Ducatul Bucovinei, guvernat de către austrieci. 
După Unirea Bucovinei cu România la 28 noiembrie 1918, satul Tișăuți a făcut parte din componența României, în Plasa Flondoreni a județului Storojineț. Ca urmare a Pactului Ribbentrop-Molotov (1939), Bucovina de Nord a fost anexată de către URSS la 28 iunie 1940. Bucovina de Nord a reintrat în componența României în perioada 1941-1944, fiind reocupată de către URSS în anul 1944 și integrată în componența RSS Ucrainene. În anii '80 ai secolului al XX-lea, satul a fost devastat de inundații. 
Începând din anul 1991, satul Tișăuți face parte din raionul Storojineț al regiunii Cernăuți din cadrul Ucrainei independente. Conform recensământului din 1989, numărul locuitorilor care s-au declarat români plus moldoveni era de 45 (20+25), adică 1,27% din populația localității . În prezent, satul are 3.556 locuitori, preponderent ucraineni.

## Demografie
Componența lingvistică a comunei Tișăuți
     Ucraineană (98,79%)
     Alte limbi (1,21%)
Conform recensământului din 2001, majoritatea populației comunei Tișăuți era vorbitoare de ucraineană (98,79%), existând în minoritate și vorbitori de alte limbi.

## Personalități
- Teoctist Blajevici - cleric ortodox român, Mitropolit al Bucovinei

1989: 3.542 (recensământ)
2007: 3.556 (estimare)